# Siling Co
Siling Co (kinesiska: 色林错) är en sjö i Kina. Den ligger i den autonoma regionen Tibet, i den sydvästra delen av landet, omkring 310 kilometer nordväst om regionhuvudstaden Lhasa. Siling Co ligger 4 539 meter över havet. Arean är 1 865 kvadratkilometer. Den sträcker sig 51,9 kilometer i nord-sydlig riktning, och 77,8 kilometer i öst-västlig riktning.
Genomsnittlig årsnederbörd är 472 millimeter. Den regnigaste månaden är juli, med i genomsnitt 132 mm nederbörd, och den torraste är november, med 2 mm nederbörd.